# 20205 Sitanchen
20205 Sitanchen è un asteroide della fascia principale. Scoperto nel 1997, presenta un'orbita caratterizzata da un semiasse maggiore pari a 2,7178514 UA e da un'eccentricità di 0,0087034, inclinata di 3,02748° rispetto all'eclittica.